# Coppa di Vietnam 2023-2024
La Coppa di Vietnam 2023-2024, anche nota come Casper National Cup 2023-2024 per motivi di sponsorizzazione, è stata la 32ª edizione della coppa nazionale vietnamita di calcio. La competizione è iniziata il 24 novembre 2023 ed è terminata il 7 luglio 2024 con la finale.
Il vincitore della competizione si qualifica per la AFC Champions League 2 2024-2025.
Il Thanh Hóa è la squadra campione in carica, avendo vinto la sua prima coppa nazionale nell'edizione 2022-2023, e si è riconfermata campione.

## Calendario
Per la prima volta a partire dall'edizione 1999-2000, la competizione si estende su due anni, dall'autunno a primavera, invece di giocarsi su anno solare, per seguire le modifiche di calendario delle competizioni AFC. Alla competizione partecipano le 14 squadre della V League 1 e 11 squadre della V League 2.
| Turno            | Date                | Numero di incontri | Numero di squadre |
| ---------------- | ------------------- | ------------------ | ----------------- |
| Primo turno      | 24-28 novembre 2023 | 9                  | 19 → 10           |
| Ottavi di finale | 12-13 marzo 2024    | 8                  | 16 → 8            |
| Quarti di finale | aprile 2024         | 4                  | 8 → 4             |
| Semifinali       |                     | 2                  | 4 → 2             |
| Finale           | 7 luglio 2024       | 1                  | 2 → 1             |

## Primo turno
| Squadra 1              | Risultato       | Squadra 2         |
| ---------------------- | --------------- | ----------------- |
| 24 novembre 2023       |                 |                   |
| Phu Tho                | 2 - 5           | Long An           |
| Đồng Nai               | 2 - 0           | Ba Ria-Vung Tau   |
| Quảng Nam              | 4 - 1           | Hoa Binh          |
| 25 novembre 2023       |                 |                   |
| Ðà Nẵng                | 2 - 0           | Hue               |
| CAHN                   | 2 - 1           | HAGL              |
| 26 novembre 2023       |                 |                   |
| SLNA                   | 6 - 2           | Đồng Tháp         |
| Truong Tuoi Binh Phuoc | 0 - 4           | Nam Định          |
| Khánh Hòa              | 2 - 2 (3-4 dtr) | Hồng Lĩnh Hà Tĩnh |
| 28 novembre 2023       |                 |                   |
| CA TP.HCM              | 1 - 2           | Bình Dương        |

## Ottavi di finale
| Squadra 1     | Risultato | Squadra 2         |
| ------------- | --------- | ----------------- |
| 12 marzo 2024 |           |                   |
| PVF-CAND      | 2 - 1     | Đồng Nai          |
| Thanh Hóa     | 3 - 0     | Phù Đổng          |
| Hải Phòng     | 2 - 1     | Quảng Nam         |
| Hà Nội        | 2 - 1     | Hồng Lĩnh Hà Tĩnh |
| 13 marzo 2024 |           |                   |
| Long An       | 1 - 3     | Bình Dương        |
| SLNA          | 0 - 1     | Ðà Nẵng           |
| Bình Định     | 0 - 1     | Nam Định          |
| Viettel       | 1 - 0     | CAHN              |

## Quarti di finale
| Squadra 1      | Risultato       | Squadra 2  |
| -------------- | --------------- | ---------- |
| 28 aprile 2024 |                 |            |
| Hà Nội         | 2 - 1           | Ðà Nẵng    |
| 29 aprile 2024 |                 |            |
| Thanh Hóa      | 1 - 1 (4-2 dtr) | Hải Phòng  |
| 30 aprile 2024 |                 |            |
| Nam Định       | 1 - 1 (4-3 dtr) | Bình Dương |
| 1 maggio 2024  |                 |            |
| Viettel        | 2 - 2 (5-3 dtr) | PVF-CAND   |

## Semifinali
| Squadra 1     | Risultato | Squadra 2 |
| ------------- | --------- | --------- |
| 4 luglio 2024 |           |           |
| Viettel       | 1 - 4     | Hà Nội    |
| Thanh Hóa     | 2 - 1     | Nam Định  |

## Finale
| Arbitro: | Muhammad Jamal |

| |                      | |
| Luiz Antonio Hoàng Đình Tùng Lê Thanh Bình Lâm Ti Phông Đinh Viết Tú Đinh Tiến Thành Nguyễn Thanh Long Trương Thanh Nam Nguyễn Thái Sơn Hoàng Thái Bình | Tiri di rigore 9 – 8 | Đậu Văn Toàn Đỗ Hùng Dũng Nguyễn Văn Tùng Nguyễn Hai Long Tagueu Phạm Xuân Mạnh Vũ Đình Hai Nguyễn Thành Chung Đỗ Duy Mạnh Nguyễn Văn Quyết |